# Le Parnasse (Poussin)
Pour les articles homonymes, voir Le Parnasse.
Le Parnasse – ou Apollon et les Muses – est un tableau réalisé par le peintre français Nicolas Poussin en 1630-1631. Cette huile sur toile est une peinture mythologique qui représente Apollon et les neuf Muses alors qu'ils accueillent des poètes au mont Parnasse, l'un d'entre eux, probablement Homère, recevant du dieu grec une coupe d'ambroisie, alors même que Calliope le coiffe d'une couronne. Inspirée d'une fresque vaticane signée par Raphaël sur le même thème, l'œuvre est conservée au musée du Prado, à Madrid, en Espagne.

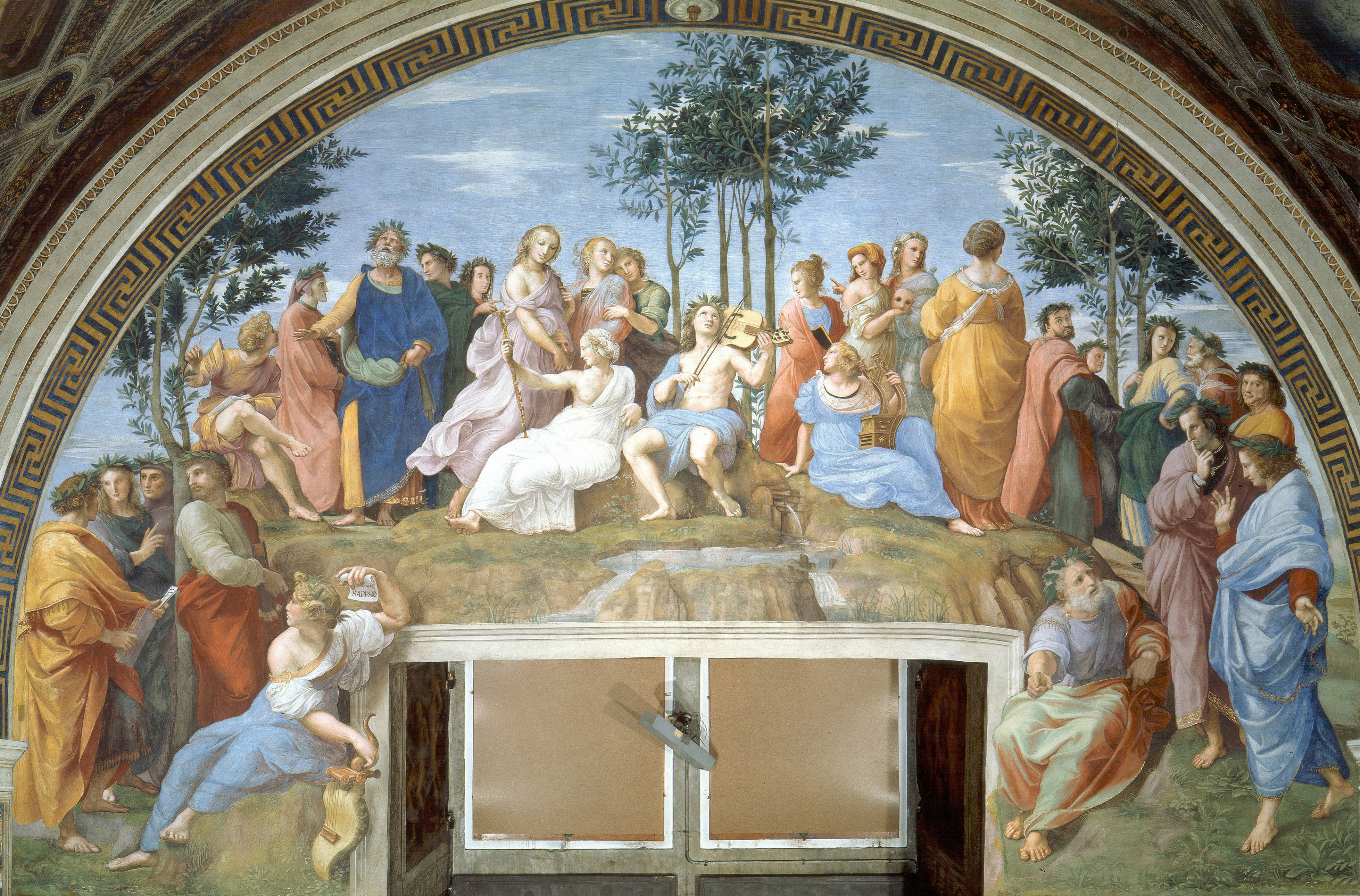
Le Parnasse, par Raphaël, 1509-1511, Palais du Vatican.